# Статуя на св. Ян Непомуцки в Дивина
Статуята в с. Дивина, Жилински край, Северна Словакия е посветена на св. Йоан Непомуцки (ок. 1345 – 20 март 1393), национален светец на Бохемия.
Йоан Непомуцки умира от мъченическа смърт, тялото му е овързано и хвърлено в река Вълтава. Това го прави първия мъченик на Тайнството на изповедта, борец срещу дифамацията, като поради начина на умъртвяването му е възприет за покровител при наводнение и срещу удавяне

## Статуя в Дивина
Проектът за възстановяване на националния паметник на културата „Статуя на св. Ян Непомуцки в Дивина“ е реализиран под егидата на Посолството на Федерална република Германия в Словакия.
Непознатата дотогава история на статуята на св. Ян Непомуцки е разкрита при каноничното посещение в енорията Велка Дивина от 1 септември 1828 г., за която четем: „В землището на енорията има и една каменна статуя на св. Ян Непомуцки, която е била поставена през 1796 г. на входа към община Дивина, в близост до течащия край пътя поток. Била е изработена със средства на господин графа Ян Суньог. След съдбоносното голямо наводнение през 1822 г., което разстрои цялата община из основи, тази скулптура бе отнесена от водите. След това бе намерена, но без глава. Впоследствие, благодарение на доброто желание от страна на господин графа Стефан Чаки, сегашния патрон на църквата, я поправили и е била поставена пред енорийската канцелария върху иззидана колона.“

### Основни данни
- Местоположение: село Дивина, Жилински окръг, Жилински край, Словакия
- Век: XVIII[4]
- Вид паметник: статуя
- Материал: пясъчник
- Стил: късен барок
- Автор: неизвестен
- Основател: граф Джон Непомук Сунюг
- Година на строителство: 1796 г.
- Години на основен ремонт: след 1822 г., през 1995 г., 2017 г.
- Автор на проекта за реконструкция (2017 г.): Марек Собола, ландшафтен архитект

### История
За няколкото столетия многократно е боядисвана и обновявана. Когато реставраторите я почистват, се вижда жлеб около цялата шия – ясен признак, че главата е изработена наново. Това става въпреки по-скромните професионални възможности в сравнение с тези на майсторите на първоначалната статуя. Може би от някой народен занаятчия, който не е имал чак такова отношение към изкуството, като това на неизвестния бароков майстор – каменоделец, работил за граф Суньог.

### Дарители
Проектът за обновяване на статуята е реализиран под патронажа на Посолството на Федерална република Германия в Словакия. Негови патрони са камбоджанският крал Нородом Сиамони и бившият български цар и премиер Симеон Сакскобургготски.
Дарители по проекта за обновяване на статуята, освен Жилинската духовна околия, са Франц Баварски, Орденът на Светия гроб Господен, Рицарският орден на кръстоносците с червена звезда и Митрополитският капитул при „Свети Вит“ в Прага, който е собственик на надгробния паметник на светеца.
Сред останалите партньори, които имат принос за обновяването на статуята на Ян Непомуцки, са неговото родно място град Непомук, и общините, които принадлежат или са били част от голямата енория Велка Дивина: Сведерник, Дивина и Дивинка–Лалинок.

### Церемония
На 2 юни 2017 г. статуята е тържествено осветена от Томаш Галис, епископ на Жилинската епархия, и официално е открита от Йоахим Блайкер, посланик на Германия в Словакия.